# Vườn quốc gia Baritú
Vườn quốc gia Baritú là một vườn quốc gia nằm ở Santa Victoria, phía bắc của tỉnh Salta, tây bắc Argentina. Vườn quốc gia nằm gần với biên giới với Bolivia, và đường duy nhất để đến với vườn quốc gia này là thông qua quốc gia láng giềng Bolivia. Nó có diện tích 720 km vuông và là vườn quốc gia bảo vệ hệ sinh thái nhiệt đới duy nhất ở Argentina.
Được thành lập vào năm 1974, vườn quốc gia được bao bọc bởi các dãy núi, thuộc vùng sinh thái Nam Andes Yungas, trong đó bao gồm khu vực đồi núi thấp của dãy Andes từ 300 đến 400 mét. Khí hậu ẩm ướt và nóng, với lượng mưa mùa hè lên tới 900 đến 1.300 mm.
Vườn quốc gia bao gồm một số loài nguy cấp, trong đó có báo đốm và Onza.